# Фоминых, Нелли Васильевна
Нелли Васильевна Фоминых (урождённая Чиянова; род. 19 февраля 1942, Свердловск, РСФСР, СССР) — советская баскетболистка и баскетбольный тренер. Заслуженный мастер спорта СССР (1966).
Окончила Свердловский радиотехникум и Киевский государственный институт физической культуры. 

## Биография
Спортивную карьеру начала в Свердловске в составе «Уралмаша».
В составе сборной РСФСР стала бронзовым призёром IV Спартакиады народов СССР (1967).
С 1971 года — игрок киевского «Динамо».
Привлекалась в сборную СССР, в составе которой трижды стала чемпионкой Европы и дважды — чемпионкой мира. Капитан сборной СССР в 1968—1969 гг.
В 1977—1985 годах работала тренером в «Динамо».